# Kawali
Das Kawali, auch Badi Goeroe oder Badi Guru, ist ein Messer aus Indonesien.

## Beschreibung
Das Kawali hat eine einschneidige, bauchige oder gerade Klinge. Es gibt zwei Versionen:
- Die Klinge wird vom Heft zum Ort breiter und in der Nähe des Ortbereichs bauchig. Der Klingenrücken ist leicht konvex gebogen. Der Ort ist spitz. Das Heft besteht aus Holz und ist direkt nach der metallenen Griffzwinge stark zur Schneidenseite hin abgebogen. Der Knauf ist verdickt und am Ende hufförmig gearbeitet.
- Die Klinge ist keilförmig, schmal und wird vom Heft zum Ort noch schmaler. Das Heft besteht aus Holz oder Horn und biegt nahe an der Griffzwinge schwach zur Schneidenseite hin ab. Der Knauf ist abgerundet.

Die Scheiden bestehen aus Holz und sind zweiteilig. Es gibt zwei verschiedene Versionen. Eine Version ist am Scheidenmund überhängend zur Schneidenseite gearbeitet, die andere Version ist am Scheidenmund glatt und rund. Das Kawali wird von Ethnien in Indonesien benutzt.